# Ceratochrysa antica
Ceratochrysa antica är en insektsart som först beskrevs av Walker 1853.  Ceratochrysa antica ingår i släktet Ceratochrysa och familjen guldögonsländor. Inga underarter finns listade i Catalogue of Life.